# سیارک ۲۰۹۲
سیارک ۲۰۹۲ (به انگلیسی: 2092 Sumiana، نامگذاری:1969UP) دو هزار و نود و دومین سیارک کشف شده‌است که در ۱۶ اکتبر ۱۹۶۹ کشف شد.
قدر مطلق سیارک برابر ۱۱٫۹۰ است.